# Perché il signor R. è colto da follia improvvisa?
Perché il signor R. è colto da follia improvvisa? è un film del 1969 di Michael Fengler e Rainer Werner Fassbinder.

## Trama
Il film è ambientato nel periodo prenatalizio a Monaco di Baviera. Il signor R. ha circa trent'anni e vive una vita borghese e poco appariscente con la moglie e il figlio. Ingegnere industriale, lavora come disegnatore tecnico ed è di natura piuttosto tranquilla e riservata, trascorrendo i suoi giorni in modo ordinario. Il suo lavoro apparentemente monotono si svolge in un ufficio impersonale e disadorno, che condivide con due colleghi e un'assistente. Occasionalmente R. viene criticato dal suo superiore.
Anche il resto della sua vita quotidiana è piena di monotonia e piuttosto tetra. In un pub la coppia incontra Hanna, una compagna di scuola della moglie, che non ha legami, ha un aspetto decisamente antiborghese e prende le distanze dalla vita convenzionale e monotona degli altri. R. si mostra come un piccolo borghese addomesticato, costretto, aggressivo e anche invidioso. Tuttavia, R. non riesce a soddisfare le aspettative di sua moglie per una promozione.
I contatti interpersonali sono caratterizzati più da monologhi che da dialoghi. Così R. si siede accanto a lei come un corpo estraneo, mentre sua moglie parla con un amico nel salotto di famiglia. R. è anche quasi apatico quando i suoi genitori gli fanno visita, mentre la moglie di R. fa conversazione con la suocera e mantiene i legami familiari. Un dissenso sorge quando la suocera suggerisce alla signora R. di andare a lavorare per un breve periodo per finanziare un regalo di Natale al marito, come faceva lei stessa. Tuttavia, la signora R. è del parere che R. sia responsabile del reddito in quanto marito e unico lavoratore. Lei si aspetta questo da lui.
Un vicino è andato a trovare la moglie del signor R. e sta chiacchierando con lei sulle banalità. Nel frattempo, il signor R. si sforza di guardare un programma di jazz in televisione, cosa che la vicina di casa rende quasi impossibile con i suoi commenti a voce alta. Anche il fatto che R. alzi più volte il televisore non la spinge a lasciare la stanza e a continuare la conversazione con la signora R. nella stanza accanto. Il signor R. viene ignorato, come spesso accade. R. improvvisamente afferra un candeliere e uccide lei, sua moglie e suo figlio.
La mattina dopo R. si reca puntualmente sul posto di lavoro come al solito. Quando sopraggiungono gli agenti del dipartimento omicidi, R. è al gabinetto. I suoi colleghi non riescono a spiegare come sia potuta accadere questa follia omicida. Quando cercano R., lo trovano impiccato nel gabinetto.

## Analisi
Il film testimonia con modalità documentaria le invisibili trasformazioni che un uomo apparentemente sano può subire all'interno di una società occidentale come quella tedesca del Wirtschaftswunder, intrappolata tra ripresa economica fiduciosa e rimozione ostinata del lutto.